# Cornelius Shea (Autor)
Cornelius Shea (* 1863 in Staten Island, USA; † 1952) war ein US-amerikanischer Drehbuchautor der Stummfilmzeit, insbesondere im Western-Genre.

## Filmografie
- 1911: The Rustler's Reformation
- 1913: Sallie's Sure Shot
- 1913: Taming a Tenderfoot
- 1913: The Capture of Bad Brown
- 1913: The Jealousy of Miguel and Isabella
- 1913: The Rejected Lover's Luck
- 1913: The Schoolmarm's Shooting Match
- 1913: The Stolen Moccasins
- 1914: The Lucky Elopement
- 1915: On the Eagle Trail
- 1915: Saved by Her Horse
- 1915: The Auction Sale of Run-Down Ranch
- 1915: The Foreman's Choice
- 1915: The Girl and the Mail Bag
- 1915: The Gold Dust and the Squaw
- 1915: The Impersonation of Tom
- 1915: The Outlaw's Bride
- 1915: The Race for a Gold Mine
- 1915: The Tenderfoot's Triumph
- 1916: $5,000 Reward
- 1916: The Girl of Gold Gulch
- 1917: The Luck That Jealousy Brought